# Centenary Motorway
Der Centenary Motorway ist eine Autobahn durch die westlichen Vororte von Brisbane im Südosten des australischen Bundesstaates Queensland. Er beginnt westlich von Indooroopilly westlich der Innenstadt von Brisbane als Fortsetzung des Western Freeway (M5) und verläuft Richtung Süden nach Springfield. Dabei kreuzt er den Ipswich Motorway (M7) bei Darra und den Logan Motorway (M2) bei Camira. Von Springfield aus führt er als zweispurige Hauptverkehrsstraße Richtung Westen nach Yamanto südlich von Ipswich.
Die Autobahn besitzt acht Anschlüsse, wovon der größte der am Ipswich Motorway (M7) ist. Sie leitet den Verkehr aus dem Westen von Brisbane in den Norden der Stadt.

## Ausweisung als Autobahn
Fast die gesamte Strecke ist vierspurig ausgebaut und wurde nun auch als Autobahn ausgewiesen. Die Strecke östlich von Springfield, die noch nicht dem Autobahnstandard entspricht, soll im Laufe der Zeit ausgebaut werden. Seit Oktober 2006 werden die sechseckigen Metroroad-(QM5)-Zeichen nach und nach gegen Autobahn-(M5)-Zeichen getauscht.
Die M5 soll laut South East Queensland Infrastructure Plan and Program künftig weiter ausgebaut werden. Zusätzliche Spuren sollen angebracht werden, um dem erhöhten Verkehrsfluss Rechnung zu tragen.

## Ausfahrten und Autobahnkreuze
| Centenary Motorway |                               |                                  |                                                                                  |
| Ausfahrten Richtung Norden | Entfernung nach Brisbane (km) | Entfernung nach Springfield (km) | Ausfahrten Richtung Süden                                                        |
| Ende Centenary Motorway weiter als Western Freeway nach Brisbane                                                                           | 9                             | 22                               | Beginn Centenary Motorway weiter vom Western Freeway                             |
| Kenmore, Indooroopilly Moggill Road | 9,5                           | 21,5                             | keine Ausfahrt                                                                   |
| Fig Tree Pocket Fig Tree Pocket Road | 11                            | 20                               | Fig Tree Pocket Fig Tree Pocket Road                                             |
| BRISBANE RIVER | 13                            | 18                               | BRISBANE RIVER                                                                   |
| keine Ausfahrt | 13,5                          | 17,5                             | Jindalee Sinnamon Road                                                           |
| Oxley, Jindalee Seventeen Mile Rocks Road / Sinnamon Road                                                                                  | 13.7                          | 17,3                             | keine Ausfahrt                                                                   |
| keine Ausfahrt | 14                            | 17                               | Jindalee, Oxley Seventeen Mile Rocks Road                                        |
| Mount Ommaney, Sinnamon Park Dandenong Road / Glen Ross Road                                                                               | 15                            | 16                               | Sinnamon Park, Mount Ommaney Glen Ross Road / Dandenong Road                     |
| Jamboree Heights, Darra Sumners Road | 16                            | 15                               | Darra, Jamboree Heights Sumners Road                                             |
| IPSWICH RAILWAY LINE | 16,5                          | 14,5                             | IPSWICH RAILWAY LINE                                                             |
| Ipswich Motorway nach Ipswich (26 km), Sydney (972 km), Melbourne (1686 km) und Darwin (3417 km)                                           | 17                            | 14                               | Ipswich Motorway nach Rocklea (9 km) und Woolloongabba (15 km)                   |
| keine Ausfahrt | 18                            | 13                               | Kelliher Road / Freeman Road                                                     |
| Forest Lake, Richlands Garden Road | 18,5                          | 12,5                             | Richlands, Forest Lake Garden Road                                               |
| Wacol, Woodridge Progress Road | 19                            | 12                               | keine Ausfahrt                                                                   |
| Logan Central, Gold Coast, Sunshine Coast Logan Motorway                                                                                   | 22                            | 9                                | Logan Central, Gold Coast Logan Motorway                                         |
| Ipswich, Sydney, Melbourne, Darwin Logan Motorway                                                                                          | 22                            | 9                                | Logan Central, Gold Coast Logan Motorway                                         |
| Springfield, Springfield Lakes Springfield Parkway / Springfield Lakes Boulevard                                                           | 29                            | 2                                | Springfield Lakes, Springfield Springfield Parkway / Springfield Lakes Boulevard |
| keine Ausfahrt | 30                            | 1                                | Greenbank, Springfield, Springfield Central Springfield-Greenbank Arterial       |
| Beginn Centenary Motorway M5 | 31                            | --                               | Ende Centenary Motorway M5                                                       |
| Ampel (im Uhrzeigersinn von der Autobahn) Augusta Parkway nach Redbank Plains (7 km) und Ipswich (21 km) Main Street Sinnathamby Boulevard |                               |                                  |                                                                                  |